# Ralf Schermuly
Ralf Schermuly (Gelsenkirchen, 20 aprile 1942 – Berlino, 2 giugno 2017) è stato un attore e doppiatore tedesco.
Attore attivo principalmente in campo televisivo e teatrale, tra cinema e - soprattutto - televisione, ha partecipato ad una cinquantina di differenti produzioni a partire dalla metà degli anni sessanta, lavorando soprattutto in vari film TV. È, tra l'altro, un volto noto al pubblico per essere apparso come guest-star in vari episodi delle serie televisive Il commissario Köster/Il commissario Kress (Der Alte) e L'ispettore Derrick.
Come doppiatore, ha prestato la propria voce ad attori quali Hywell Bennety, Michael Crawford, Jörg Marquardt, Michael Moriarty, Michael Sarrazin, Jack Watling, James Wood, ecc.

## Filmografia parziale

### Cinema
- Il gorilla di Soho (1968) - ruolo: Edgar Bird
- Unter den Dächern von St. Pauli (1970)
- Anonyma - Eine Frau in Berlin (2008) - libraio

### Televisione
- Nun singen sie wieder - film TV (1965) - ruolo: Karl
- Der eine Tag im Jahr - film TV (1967) - Hugh
- Der Eismann kommt - film TV (1968)
- Der Kommissar - serie TV, 3 episodi (1969-1974) - ruoli vari
- Die Glasmenagerie - film TV (1969) - Jim O'Connor
- Sturm im Wasserglas - film TV (1969)
- L'ispettore Derrick - serie TV, ep. 02x09, regia di Alfred Weidenmann (1975)
- Der Strick um den Hals - miniserie TV (1975) - Jacques von Beaucoran
- L'ispettore Derrick - serie TV, ep. 04x06, regia di Alfred Vohrer (1977) - Eberhard Horre
- Il commissario Köster/Il commissario Kress, 9 episodi (1979-2001) - ruoli vari
- Der Mann, der keine Autos mochte - serie TV, 1 episodio (1984)
- L'Ispettore Derrick - serie TV, ep. 11x13, regia di Theodor Grädler (1984) - Wolfgang Anders
- Berliner Weiße mit Schuß - serie TV, 1 episodio (1985)
- L'ispettore Derrick - serie TV, ep. 13x04, regia di Theodor Grädler (1986) - Masoni
- Wanderungen durch die Mark Brandenburg - film TV (1986)
- Ein Heim für Tiere  - serie TV, 1 episodio (1987)
- Der Elegante Hund'' - serie TV, 1 episodio (1988)
- Kampf der Tiger - serie TV (1988)
- La clinica della Foresta Nera - serie TV, 2 episodi (1988) - Sig. Mühlbauer
- Die Männer vom K3 - serie TV, 1 episodio (1989)
- L'ispettore Derrick - serie TV, ep. 20x12, regia di Helmuth Ashley (1993)
- La nave dei sogni - serie TV, 1 episodio (1995)
- L'ispettore Derrick - serie TV, ep. 22x96, regia di Alfred Weidenmann (1995)
- Bella Block - serie TV, 1 episodio (1995)
- Mona M. - Mit den Waffen einer Frau - serie TV, 1 episodio (1996)
- L'ispettore Derrick - serie TV, ep. 23x07, regia di Horst Tappert (1997)
- Lea Katz - Die Kriminalpsychologin: Das wilde Kind - film TV (1997)
- Rosa Roth - serie TV, 1 episodio (1997)
- Glatteis - film TV (1998) - Commissario Capo Maulbach
- Buongiorno professore! - serie TV, 4 episodi (1999)
- Delta Team - Auftrag geheim! - film TV (1999) - Dott. Lohmann
- Ich bin kein Mann für eine Frau - film TV (1999) - Padre Bruno
- Siska - serie TV, 1 episodio (1999)
- Gefährliche Hochzeit - film TV, regia di Konrad Sabrautzky (1999)
- Todsünden - Die zwei Gesichter einer Frau - film TV (1999)
- Der Kapitän - serie TV, 1 episodio (2000)
- Doppelter Einsatz - serie TV, 1 episodio (2000)
- Autsch, du Fröhliche - film TV, regia di Georgios Papavassiliou (2000) - Babbo Natale
- Stefanie - serie TV, 1 episodio (2001)
- Il commissario Zorn - serie TV, 1 episodio (2002)
- Der letzte Zeuge - serie TV, 1 episodio (2002)
- Freundinnen für immer - film TV (2002)
- Sperling - serie TV, 1 episodio (2003)